# 2016年のJリーグ
この項目では、2016年シーズンの日本プロサッカーリーグ（Jリーグ）について述べる。

## 概要
Jリーグ発足から24年目のシーズンになる。
このシーズンから若手選手の育成の在り方が見直され、J3リーグ発足から参加していたJリーグ・アンダー22選抜が廃止される代わりに、J1リーグ・J2リーグに参加するクラブが23歳以下の選手により結成した「U-23チーム」がJ3リーグへ参戦する（初年度はFC東京・ガンバ大阪・セレッソ大阪の3チームが参戦）。これに伴い、従前の3回総当たり（ホーム&アウェー&ホームorアウェー）から、J1・J2と同じ2回総当たり（ホーム&アウェー）に変更された。
また、2009年を最後に廃止されたJサテライトリーグがこのシーズンから再開されることになり、ベガルタ仙台・鹿島アントラーズ・川崎フロンターレ・横浜F・マリノス・湘南ベルマーレ・アルビレックス新潟・名古屋グランパス・ヴィッセル神戸・サンフレッチェ広島の9クラブが参加する予定であった。
また、この年からリーグ戦におけるユニフォーム広告について、従来認められていた「シャツ前面（胸部）」「シャツ左袖」「シャツ背面」「パンツ左足裾」に加え、「シャツ背中下部（裾）」への広告掲出が可能になった。

## できごと
1月13日
J1、J2、J3のホーム開幕カードが発表された。J1は2月27日に8試合が開幕し、ガンバ大阪vs鹿島アントラーズ（市立吹田サッカースタジアム）の1試合が2月28日に行われる。J2は2月28日に全試合一斉開幕。J3は3月13日に全試合一斉開幕となる。
また、未定とされていたJ1の2ndステージ以降の日程が発表された。
1月14日
プレシーズンマッチの一環である「Jリーグ・スカパー! ニューイヤーカップ」の全試合日程が発表された。前年の宮崎県・鹿児島県に加え、2年目の今年は新たに沖縄県でも行われる。
1月28日
J1、J2、J3及びヤマザキナビスコカップの全試合日程が発表された。
1月29日
日本サッカー協会 (JFA) とJリーグ協働プログラムの施策立案・実施を担当する「Jリーグ育成ダイレクター」のポストを2月1日付で新設し、同ポストに元FC岐阜監督の松永英機が就任することを発表。
2月23日
この日行われた理事会で、東京武蔵野シティFC（JFL）とFC今治（四国サッカーリーグ）をJリーグ百年構想クラブとして承認。
また、同じ理事会で、（公社）日本プロサッカーリーグの新年度の理事・監事が内定したことを発表。新設ポストである副理事長（バイスチェアマン）にJFA専務理事の原博実が、常勤の理事にKCJ GROUP幹部の木下由美子が就任する予定。
2月24日
得点の見極め、ペナルティエリア内での事象に対する判定の精度向上を図ることを目的に、追加副審（アディショナル・アシスタント・レフェリー、AAR）をJリーグヤマザキナビスコカップ準決勝・決勝戦、Jリーグチャンピオンシップ全試合で導入することを発表。また、これに先立ってJ3リーグの6月以降の一部の試合（各節1試合程度）で試験導入される。
3月29日
日本トップリーグ連携機構への入会が承認された。
4月16日
熊本地震の影響により、4月16日・17日に九州地方で行われる予定だったJ1・J2・J3の5試合とJ2ロアッソ熊本のアウェーゲームの計6試合の中止を発表。
4月17日
暴風の影響により、同日行われる予定だったJ2 第8節・ツエーゲン金沢vs愛媛FC（石川県西部緑地公園陸上競技場） とJ3 第5節・カターレ富山vsガイナーレ鳥取（富山県総合運動公園陸上競技場） の中止を発表。金沢vs愛媛は5月18日 に、富山vs鳥取は8月13日 にそれぞれ代替開催。
4月19日
熊本地震の影響により、4月23日に行われる予定だったJ2 第9節・ロアッソ熊本vs横浜FC（うまかな・よかなスタジアム）の中止を発表。9月7日に代替開催。
また、この日行われた理事会で、熊本地震の被災地への支援として、Jリーグとして義援金1,000万円を拠出することを決定。
4月21日
熊本地震の影響により、J2 第12節までのロアッソ熊本の3試合の中止を発表。
4月28日
熊本地震の影響により、5月22日に行われるJ2 第14節・ロアッソ熊本vs水戸ホーリーホックを開催予定だったうまかな・よかなスタジアムの安全確認が完了していないとして、同スタジアムでの開催を中止すると発表。5月2日に日立柏サッカー場での代替開催を発表。
5月2日
Aリーグ（ オーストラリア）と戦略的連携協定を締結したことを発表。
5月10日
この日行われた（公社）日本プロサッカーリーグ第2回社員総会で、岩上和道・小川佳実・西野朗の3名を理事（非常勤）に選任し、霜田正浩・上川徹が理事を退任。日本サッカー協会の人事異動に伴うもの。
5月11日
熊本地震の影響により、5月28日に行われるJ2 第15節・ロアッソ熊本vsFC町田ゼルビアを開催予定だったうまかな・よかなスタジアムの安全確認が完了していないとして、同スタジアムでの開催を中止すると発表。5月16日にノエビアスタジアム神戸での代替開催を発表。
5月12日
J1の1stステージ 第15節 - 第17節と2ndステージの第1節 - 第8節までの試合開始時間が発表された。
5月20日
国際サッカー評議会（IFAB）から2016/2017年競技規則の改正が通達され、JリーグはJ1が7月2日（2ndステージ 第1節）、J2・J3が7月3日（J2 第21節 J3 第15節）の試合から適用される。
5月24日
熊本地震の影響により、6月にうまかな・よかなスタジアムで開催予定だったロアッソ熊本のホームゲームについて、同スタジアムの安全確認が完了していないとして、ベストアメニティスタジアムに会場変更して開催することが発表された。なお、7月以降の熊本のホームゲームはうまかな・よかなスタジアムで開催。
5月29日
この日行われたJ2 第15節・清水エスパルスvsザスパクサツ群馬（IAIスタジアム日本平）で、清水が8-0で群馬に勝利。清水の8得点は2013年J2 第22節・FC岐阜 2-8 ガンバ大阪（2013年7月3日、岐阜メモリアルセンター長良川競技場）と並ぶJ2タイ記録で、8点差での勝利は過去3度の7-0を上回るJ2最多得点差記録（Jリーグ最多得点差タイ記録） となった。
6月21日
Jリーグカップのスポンサーであるヤマザキナビスコの「ヤマザキビスケット」への商号変更（9月1日より）にあわせて、この日からリーグカップの名称を「Jリーグヤマザキナビスコカップ」から「JリーグYBCルヴァンカップ」に変更。
この日行われた理事会で、AC長野パルセイロのホームタウンを「長野市、須坂市、中野市、飯山市、千曲市、坂城町、小布施町、高山村、山ノ内町、木島平村、野沢温泉村、信濃町、飯鋼町、小川村、栄村、佐久市」に変更（佐久市を追加）することを承認した。
6月25日
この日行われたJ1・1stステージ第17節の結果により、鹿島アントラーズのJ1・1stステージ優勝が決定。
7月20日
イギリスの動画配信大手パフォーム・グループが提供するライブストリーミングサービス「DAZN（ダ・ゾーン）」と2017年から2026年シーズンまでの10年間、約2100億円の放映権契約を締結したことを発表。また、Jリーグ・DAZN・NTTグループの三者間でホームスタジアムのWi-Fi導入によるライブストリーミング配信などスタジアムにおけるICT化に関する「スマートスタジアム事業」の協業契約も締結。
J1・2ndステージ第9節以降の試合開始時間が発表された。
8月10日
J2・第31節以降、J3・第21節以降の試合開始時間が発表された。
9月20日
この日行われた理事会でレノファ山口FCのホームタウンを「山口市・下関市・山陽小野田市・宇部市・防府市・周南市を中心とする全県」に変更（防府市と周南市を追加）することを承認した。
9月28日
2017シーズンのクラブライセンスの審査結果を公表。
10月12日
この日行われた理事会で、2017年シーズン以降の放映権料増額を踏まえて、「2017明治安田生命J1リーグの大会方式変更」「海外ビッグクラブの招聘やJクラブの海外遠征を行う『サマーブレイク期間』の創設」「外国籍選手の登録枠拡大」「東京オリンピック世代の出場機会の創出による育成促進の強化」「クラブ財政基盤の強化（配分金の変更）」について議論。J1の大会方式については、3年振りに3年ぶりに「ホーム・アンド・アウェー方式の総当たり1ステージ制のリーグ戦」とすることを確認し、今後必要な手続きに入ることが公表された。
10月29日
この日行われたJ1・2ndステージ第16節の結果により、浦和レッズのJ1・2ndステージ優勝が決定。
11月3日
この日行われたJ1・2ndステージ第17節の結果により、浦和レッズのJ1年間勝ち点1位が決定。
11月16日
グルージャ盛岡の前代表取締役副社長がクラブ資金を私的に流用し、うち約2400万円が回収不能になっているとして、同クラブに対しJリーグ規約違反として譴責と制裁金の制裁を行うと発表
また、この日行われた理事会で、アスルクラロ沼津のJ3入会を承認。
11月20日
この日行われたJ2 第42節の結果により、北海道コンサドーレ札幌のJ2優勝が決定。
また、この日行われたJ3 第30節の結果により、大分トリニータのJ3優勝が決定。
12月3日
この日行われたJリーグチャンピオンシップ決勝第2戦の結果により鹿島アントラーズの年間優勝が決定。

## J1

### 年間順位表
| 順 | チーム                  | 試 | 勝 | 分 | 敗 | 得 | 失 | 差  | 点 | 出場権または降格               |
| -- | ----------------------- | -- | -- | -- | -- | -- | -- | --- | -- | ------------------------------ |
| 1  | 鹿島アントラーズ (C, Q) | 34 | 18 | 5  | 11 | 53 | 34 | +19 | 59 | ACL2017 グループステージ出場   |
| 2  | 浦和レッズ (Q)          | 34 | 23 | 5  | 6  | 61 | 28 | +33 | 74 | ACL2017 グループステージ出場   |
| 3  | 川崎フロンターレ (Q)    | 34 | 22 | 6  | 6  | 68 | 39 | +29 | 72 | ACL2017 グループステージ出場   |
| 4  | ガンバ大阪              | 34 | 17 | 7  | 10 | 53 | 42 | +11 | 58 | ACL2017 プレーオフステージ出場 |
| 5  | 大宮アルディージャ      | 34 | 15 | 11 | 8  | 41 | 36 | +5  | 56 |                                |
| 6  | サンフレッチェ広島      | 34 | 16 | 7  | 11 | 58 | 40 | +18 | 55 |                                |
| 7  | ヴィッセル神戸          | 34 | 16 | 7  | 11 | 56 | 43 | +13 | 55 |                                |
| 8  | 柏レイソル              | 34 | 15 | 9  | 10 | 52 | 44 | +8  | 54 |                                |
| 9  | FC東京                  | 34 | 15 | 7  | 12 | 39 | 39 | 0   | 52 |                                |
| 10 | 横浜F・マリノス         | 34 | 13 | 12 | 9  | 53 | 38 | +15 | 51 |                                |
| 11 | サガン鳥栖              | 34 | 12 | 10 | 12 | 36 | 37 | −1  | 46 |                                |
| 12 | ベガルタ仙台            | 34 | 13 | 4  | 17 | 39 | 48 | −9  | 43 |                                |
| 13 | ジュビロ磐田            | 34 | 8  | 12 | 14 | 37 | 50 | −13 | 36 |                                |
| 14 | ヴァンフォーレ甲府      | 34 | 7  | 10 | 17 | 32 | 58 | −26 | 31 |                                |
| 15 | アルビレックス新潟      | 34 | 8  | 6  | 20 | 33 | 49 | −16 | 30 |                                |
| 16 | 名古屋グランパス        | 34 | 7  | 9  | 18 | 38 | 58 | −20 | 30 | J2リーグ 2017へ降格            |
| 17 | 湘南ベルマーレ          | 34 | 7  | 6  | 21 | 30 | 56 | −26 | 27 | J2リーグ 2017へ降格            |
| 18 | アビスパ福岡            | 34 | 4  | 7  | 23 | 26 | 66 | −40 | 19 | J2リーグ 2017へ降格            |

### チャンピオンシップ
明治安田生命2016Jリーグチャンピオンシップ（明治安田生命 2016 J.League Championship , MEIJI YASUDA 2016 J.LEAGUE CHAMPIONSHIP）

|  | 準決勝（11月23日・等々力）              | 準決勝（11月23日・等々力）              | 準決勝（11月23日・等々力） |  |  | 決勝（11月29日・カシマ / 12月3日・埼玉） | 決勝（11月29日・カシマ / 12月3日・埼玉） | 決勝（11月29日・カシマ / 12月3日・埼玉） | 決勝（11月29日・カシマ / 12月3日・埼玉） | 決勝（11月29日・カシマ / 12月3日・埼玉） |
|  |                                         |                                         |                            |  |  |                                          |                                          |                                          |                                          |                                          |
|  |                                         |                                         |                            |  |  | 浦和レッズ（年間勝点1位・2nd1位）        | 浦和レッズ（年間勝点1位・2nd1位）        | 1                                        | 1                                        | 2                                        |
|  | 川崎フロンターレ（年間勝点2位）         | 川崎フロンターレ（年間勝点2位）         | 0                          |  |  | 鹿島アントラーズ (a)                     | 鹿島アントラーズ (a)                     | 0                                        | 2                                        | 2                                        |
|  | 鹿島アントラーズ（年間勝点3位・1st1位） | 鹿島アントラーズ（年間勝点3位・1st1位） | 1                          |  |  |                                          |                                          |                                          |                                          |                                          |

## J2
| 順 | チーム                        | 試 | 勝 | 分 | 敗 | 得 | 失 | 差  | 点 | 昇格または降格       |
| -- | ----------------------------- | -- | -- | -- | -- | -- | -- | --- | -- | -------------------- |
| 1  | 北海道コンサドーレ札幌 (C, P) | 42 | 25 | 10 | 7  | 65 | 33 | +32 | 85 | J1昇格               |
| 2  | 清水エスパルス (P)            | 42 | 25 | 9  | 8  | 85 | 37 | +48 | 84 | J1昇格               |
| 3  | 松本山雅FC                    | 42 | 24 | 12 | 6  | 62 | 32 | +30 | 84 | J1昇格プレーオフ進出 |
| 4  | セレッソ大阪 (O, P)           | 42 | 23 | 9  | 10 | 62 | 46 | +16 | 78 | J1昇格プレーオフ進出 |
| 5  | 京都サンガF.C.                | 42 | 18 | 15 | 9  | 50 | 37 | +13 | 69 | J1昇格プレーオフ進出 |
| 6  | ファジアーノ岡山              | 42 | 17 | 14 | 11 | 58 | 44 | +14 | 65 | J1昇格プレーオフ進出 |
| 7  | FC町田ゼルビア                | 42 | 18 | 11 | 13 | 53 | 44 | +9  | 65 |                      |
| 8  | 横浜FC                        | 42 | 16 | 11 | 15 | 50 | 51 | −1  | 59 |                      |
| 9  | 徳島ヴォルティス              | 42 | 16 | 9  | 17 | 46 | 42 | +4  | 57 |                      |
| 10 | 愛媛FC                        | 42 | 12 | 20 | 10 | 41 | 40 | +1  | 56 |                      |
| 11 | ジェフユナイテッド千葉        | 42 | 13 | 14 | 15 | 52 | 53 | −1  | 53 |                      |
| 12 | レノファ山口FC                | 42 | 14 | 11 | 17 | 55 | 63 | −8  | 53 |                      |
| 13 | 水戸ホーリーホック            | 42 | 10 | 18 | 14 | 45 | 49 | −4  | 48 |                      |
| 14 | モンテディオ山形              | 42 | 11 | 14 | 17 | 43 | 49 | −6  | 47 |                      |
| 15 | V・ファーレン長崎             | 42 | 10 | 17 | 15 | 39 | 51 | −12 | 47 |                      |
| 16 | ロアッソ熊本                  | 42 | 12 | 10 | 20 | 38 | 53 | −15 | 46 |                      |
| 17 | ザスパクサツ群馬              | 42 | 11 | 12 | 19 | 52 | 66 | −14 | 45 |                      |
| 18 | 東京ヴェルディ                | 42 | 10 | 13 | 19 | 43 | 61 | −18 | 43 |                      |
| 19 | カマタマーレ讃岐              | 42 | 10 | 13 | 19 | 43 | 62 | −19 | 43 |                      |
| 20 | FC岐阜                        | 42 | 12 | 7  | 23 | 47 | 71 | −24 | 43 |                      |
| 21 | ツエーゲン金沢 (O)            | 42 | 8  | 15 | 19 | 36 | 60 | −24 | 39 | J2・J3入れ替え戦出場 |
| 22 | ギラヴァンツ北九州 (R)        | 42 | 8  | 14 | 20 | 43 | 64 | −21 | 38 | J3降格               |

## J3
| 順 | チーム                | 試 | 勝 | 分 | 敗 | 得 | 失 | 差  | 点 | 昇格または降格       |
| -- | --------------------- | -- | -- | -- | -- | -- | -- | --- | -- | -------------------- |
| 1  | 大分トリニータ (C, P) | 30 | 19 | 4  | 7  | 50 | 24 | +26 | 61 | J2昇格               |
| 2  | 栃木SC                | 30 | 17 | 8  | 5  | 38 | 20 | +18 | 59 | J2・J3入れ替え戦出場 |
| 3  | AC長野パルセイロ      | 30 | 15 | 7  | 8  | 33 | 22 | +11 | 52 |                      |
| 4  | ブラウブリッツ秋田    | 30 | 14 | 8  | 8  | 37 | 26 | +11 | 50 |                      |
| 5  | 鹿児島ユナイテッドFC  | 30 | 15 | 5  | 10 | 39 | 29 | +10 | 50 |                      |
| 6  | カターレ富山          | 30 | 13 | 10 | 7  | 37 | 29 | +8  | 49 |                      |
| 7  | 藤枝MYFC              | 30 | 14 | 3  | 13 | 48 | 42 | +6  | 45 |                      |
| 8  | FC琉球                | 30 | 12 | 8  | 10 | 46 | 46 | 0   | 44 |                      |
| 9  | ガンバ大阪U-23        | 30 | 10 | 8  | 12 | 42 | 41 | +1  | 38 |                      |
| 10 | FC東京U-23            | 30 | 9  | 9  | 12 | 32 | 31 | +1  | 36 |                      |
| 11 | SC相模原              | 30 | 9  | 8  | 13 | 29 | 46 | −17 | 35 |                      |
| 12 | セレッソ大阪U-23      | 30 | 8  | 8  | 14 | 38 | 47 | −9  | 32 |                      |
| 13 | グルージャ盛岡        | 30 | 6  | 12 | 12 | 43 | 47 | −4  | 30 |                      |
| 14 | 福島ユナイテッドFC    | 30 | 7  | 9  | 14 | 35 | 44 | −9  | 30 |                      |
| 15 | ガイナーレ鳥取        | 30 | 8  | 6  | 16 | 30 | 47 | −17 | 30 |                      |
| 16 | Y.S.C.C.横浜          | 30 | 5  | 5  | 20 | 15 | 51 | −36 | 20 |                      |

## 昇格・降格
J1からJ2への降格
- 2ndステージ第14節（10月1日）の結果により、アビスパ福岡の年間順位16位以下が確定し、J2降格が決定。
- 2ndステージ第15節（10月22日）の結果により、湘南ベルマーレの年間順位16位以下が確定し、J2降格が決定。
- 2ndステージ第17節（11月3日）の結果により、名古屋グランパスの年間順位16位が確定し、J2降格が決定。

J2からJ1への昇格
- 第42節（11月20日）の結果により、北海道コンサドーレ札幌の優勝と清水エスパルスの2位が確定し、J1昇格が決定。
- J1昇格プレーオフ 決勝（12月4日）の結果によりセレッソ大阪のJ1昇格が決定。

J2からJ3への降格
- 第42節（11月20日）の結果により、ギラヴァンツ北九州の22位が確定し、J3降格が決定。

J3からJ2への昇格
- 第30節（11月20日）の結果により、大分トリニータの優勝が決定し、J2昇格が決定。

JFLからJ3への参入
- セカンドステージ第15節（11月13日）にアスルクラロ沼津のJ3参入のための成績条件（年間3位およびJリーグ百年構想クラブ内での上位2クラブ）が確定。11月16日のJリーグ理事会で沼津のJリーグ入会（J3参入）を承認。

### J1昇格プレーオフ
2016 J1昇格プレーオフ（2016 J.League Road To J1 Play-Offs）

|  | 準決勝               | 準決勝               |                   |   | 決勝 | 決勝 |
|  |                      |                      |                   |   |      |      |
|  | 11月27日・金鳥スタ   |                      |                   |   |      |      |
|  |                      |                      |                   |   |      |      |
|  | 4位 セレッソ大阪     | 1                    |                   |   |      |      |
|  | 4位 セレッソ大阪     | 1                    | 12月4日・金鳥スタ |   |      |      |
|  | 5位 京都サンガF.C.   | 0                    |                   |   |      |      |
|  | 5位 京都サンガF.C.   | 0                    | 4位 セレッソ大阪  | 1 |      |      |
|  | 11月27日・松本       |                      | 4位 セレッソ大阪  | 1 |      |      |
|  |                      | 6位 ファジアーノ岡山 | 0                 |   |      |      |
|  | 3位 松本山雅FC       | 6位 ファジアーノ岡山 | 0                 | 1 |      |      |
|  | 3位 松本山雅FC       |                      |                   | 1 |      |      |
|  | 6位 ファジアーノ岡山 | 2                    |                   |   |      |      |
|  | 6位 ファジアーノ岡山 | 2                    |                   |   |      |      |

#### 準決勝
| 2016年11月27日 15:33 |

| 松本山雅FC （3位） | 1 - 2    | ファジアーノ岡山 （6位）        |
| パウリーニョ 74分  | 公式記録 | 押谷祐樹 22分 · 赤嶺真吾 90+2分 |

| 松本平広域公園総合球技場 観客数: 12,200人 主審: 扇谷健司 |

| 2016年11月27日 15:34 |

| セレッソ大阪 （4位） | 1 - 1    | 京都サンガF.C. （5位） |
| 柿谷曜一朗 13分      | 公式記録 | 有田光希 90分          |

| キンチョウスタジアム 観客数: 13,922人 主審: 松尾一 |

#### 決勝
決勝に駒を進めたのは、3位松本を後半アディショナルタイムのFW赤嶺真吾のゴールで下し初のJ1昇格を狙う6位岡山 と、5位京都に後半終了間際に同点に追いつかれながらもレギュレーションにより決勝進出を決めた4位C大阪。今年改められたレギュレーションに基づき、リーグ戦上位のC大阪のホームゲームとしてキンチョウスタジアムで開催されることになった。試合前にはラミア航空2933便墜落事故で亡くなった元C大阪のFWケンペスを悼み、C大阪の選手全員がケンペスのC大阪時代の背番号9のユニフォームを着用して入場、キックオフ前にはケンペスをはじめ事故で亡くなったシャペコエンセの選手・関係者に黙祷が捧げられた。
試合は立ち上がりからC大阪が積極的に攻めるが、なかなかゴールが枠内に飛ばない。一方の岡山は失点を避けるべく守備的な姿勢を見せ、前半のチャンスらしいチャンスは37分のセットプレーからのDF岩政大樹のヘディングシュート程度で、前半はスコアレスで終える。失点ゼロは岡山にとって、ある意味プラン通りともいえる展開ではあった。
迎えた後半、先取点を奪いたい岡山が立ち上がりから積極的にC大阪ゴールに迫る。後半2分には左サイドからMF矢島慎也のパスを受けたMF三村真がシュート。さらにその2分後には、左サイドからのDF片山瑛一のクロスにFW豊川雄太が頭で合わせるが、いずれもC大阪GKキム・ジンヒョンのファインセーブに阻まれる。すると後半7分、C大阪が得たコーナーキックをMF丸橋祐介が放ち、MFソウザが頭で落としたボールを岡山GK中林洋次が抑え損ね、密集の中でいち早く足を出したC大阪MF清原翔平が押し込んでC大阪が先制点を挙げる。これで昇格のために2点が必要となってしまった岡山は反撃に転じるが、体調不良で急遽欠場したエースFW押谷祐樹の穴は大きく、焦りからFW赤嶺真吾への縦パスのみと攻めが単調になりがちで、終盤にはDF岩政を前線に上げたパワープレーを試みるも、がっちりと守備ブロックを敷いたC大阪の前にゴールをこじ開けることが出来ず、そのまま1-0で試合終了。C大阪が前年福岡に敗れて涙を呑んだ雪辱を果たし、3シーズン振りのJ1復帰を決めた。
| 2016年12月4日 15:35 |

| セレッソ大阪 （4位） | 1 - 0    | ファジアーノ岡山 （6位） |
| 清原翔平 52分        | 公式記録 |                          |

| キンチョウスタジアム 観客数: 17,086人 主審: 西村雄一 |

### J2・J3入れ替え戦
2016 J2・J3入れ替え戦（2016 J2/J3 Play-Offs）

| 2016年11月27日 | 栃木SC （J3 2位） | 0 - 1    | ツエーゲン金沢 （J2 21位） | 栃木県グリーンスタジアム     |  |
| 12:33          |                   | 公式記録 | 小柳達司 89分              | 観客数: 5,369人 主審: 廣瀬格 |  |

| 2016年12月4日 | ツエーゲン金沢           | 2 - 0    | 栃木SC | 富山県総合運動公園陸上競技場   |  |
| 12:34         | 中美慶哉 34分 (PK), 69分 | 公式記録 |        | 観客数: 7,130人 主審: 山本雄大 |  |

- 2勝したツエーゲン金沢がJ2残留。敗れた栃木SCはJ3残留。

## 表彰
Jリーグアウォーズは2016年12月20日に開催された。
| 賞                       | 受賞者                                                                                        |
| ------------------------ | --------------------------------------------------------------------------------------------- |
| 最優秀選手賞             | 中村憲剛（川崎フロンターレ）                                                                  |
| 得点王                   | レアンドロ（ヴィッセル神戸） / ピーター・ウタカ（サンフレッチェ広島）                         |
| ベストヤングプレーヤー賞 | 井手口陽介（ガンバ大阪）                                                                      |
| 最優秀監督賞             | 石井正忠（鹿島アントラーズ）                                                                  |
| 最優秀主審賞             | 西村雄一                                                                                      |
| 最優秀副審賞             | 名木利幸                                                                                      |
| フェアプレー賞 高円宮杯  | サンフレッチェ広島                                                                            |
| フェアプレー賞 (J1)      | 浦和レッズ / サガン鳥栖 / 鹿島アントラーズ / 川崎フロンターレ                                 |
| フェアプレー賞 (J2)      | 清水エスパルス / ギラヴァンツ北九州 / 徳島ヴォルティス / ザスパクサツ群馬 / ファジアーノ岡山  |
| フェアプレー賞 (J3)      | グルージャ盛岡 / Y.S.C.C.横浜 / 大分トリニータ / 藤枝MYFC                                     |
| フェアプレー個人賞       | 秋元陽太（FC東京） / 田中佑昌（ヴァンフォーレ甲府）                                           |
| 功労選手賞               | 鈴木啓太 / 山口智                                                                             |
| Jリーグベストピッチ賞    | デンカビッグスワンスタジアム / 豊田スタジアム / 埼玉スタジアム2002 / ユアテックスタジアム仙台 |
| 最優秀育成クラブ賞       | ガンバ大阪                                                                                    |
| J1最優秀ゴール賞         | 田口泰士（名古屋グランパス）1st 第13節 vs鹿島戦 46分（豊田ス）                                |
| J2最優秀ゴール賞         | 白崎凌兵（清水エスパルス）第34節 vsC大阪戦 90+4分（ヤンマー）                                 |

### ベストイレブン
| ポジション | 選手名     | 受賞回数 | 所属クラブ         |
| ---------- | ---------- | -------- | ------------------ |
| GK         | 西川周作   | 5        | 浦和レッズ         |
| DF         | 昌子源     | 初       | 鹿島アントラーズ   |
| DF         | 槙野智章   | 3        | 浦和レッズ         |
| DF         | 森重真人   | 4        | FC東京             |
| DF         | 塩谷司     | 3        | サンフレッチェ広島 |
| MF         | 阿部勇樹   | 4        | 浦和レッズ         |
| MF         | 柏木陽介   | 初       | 浦和レッズ         |
| MF         | 中村憲剛   | 6        | 川崎フロンターレ   |
| MF         | 齋藤学     | 初       | 横浜F・マリノス    |
| FW         | 小林悠     | 初       | 川崎フロンターレ   |
| FW         | レアンドロ | 初       | ヴィッセル神戸     |

### 月間MVP
| 月         | J1         | J1               | J1     |  | J2       | J2                     | J2     |
| 月         | 選手       | 所属             | 出典   |  | 選手     | 所属                   | 出典   |
| ---------- | ---------- | ---------------- | ------ |  | -------- | ---------------------- | ------ |
| 2月・3月   | 中村憲剛   | 川崎フロンターレ | [ 81 ] |  | 清武功暉 | ロアッソ熊本           | [ 82 ] |
| 4月        | 李忠成     | 浦和レッズ       | [ 83 ] |  | 庄司悦大 | レノファ山口FC         | [ 84 ] |
| 5月        | 金崎夢生   | 鹿島アントラーズ | [ 85 ] |  | 内村圭宏 | 北海道コンサドーレ札幌 | [ 86 ] |
| 6月        | 小笠原満男 | 鹿島アントラーズ | [ 87 ] |  | 矢島慎也 | ファジアーノ岡山       | [ 88 ] |
| 7月        | 小林悠     | 川崎フロンターレ | [ 89 ] |  | 鄭大世   | 清水エスパルス         | [ 90 ] |
| 8月        | 長沢駿     | ガンバ大阪       | [ 91 ] |  | 松下裕樹 | ザスパクサツ群馬       | [ 92 ] |
| 9月        | レアンドロ | ヴィッセル神戸   | [ 93 ] |  | 山口蛍   | セレッソ大阪           | [ 94 ] |
| 10月・11月 | 齋藤学     | 横浜F・マリノス  | [ 95 ] |  | 鄭大世   | 清水エスパルス         | [ 96 ] |
| 11月       |            |                  |        |  | 鄭大世   | 清水エスパルス         | [ 97 ] |

### 月間ベストゴール
| 月   | J1                    | J1     | J1       | J1                   | J1       | J1      |  | J2         | J2    | J2   | J2                   | J2       | J2      |
| 月   | 選手                  | 所属   | 節       | 対戦相手（試合会場） | 得点時間 | 出典    |  | 選手       | 所属  | 節   | 対戦相手（試合会場） | 得点時間 | 出典    |
| ---- | --------------------- | ------ | -------- | -------------------- | -------- | ------- |  | ---------- | ----- | ---- | -------------------- | -------- | ------- |
| 2月  | 豊田陽平              | 鳥栖   | 1st 1節  | 福岡（ベアスタ）     | 8分      | [ 98 ]  |  | 仲間隼斗   | 讃岐  | 1節  | 横浜FC（ニッパツ）   | 74分     | [ 99 ]  |
| 3月  | 興梠慎三              | 浦和   | 1st 4節  | 湘南（BMWス）        | 55分     | [ 100 ] |  | 柿谷曜一朗 | C大阪 | 3節  | 群馬（金鳥スタ）     | 59分     | [ 101 ] |
| 4月  | 齋藤学                | 横浜FM | 1st 7節  | 磐田（ヤマハ）       | 41分     | [ 102 ] |  | 木島徹也   | 讃岐  | 8節  | 清水（アイスタ）     | 62分     | [ 103 ] |
| 5月  | 田口泰士              | 名古屋 | 1st 13節 | 鹿島（豊田ス）       | 46分     | [ 104 ] |  | 永井龍     | 長崎  | 11節 | 北九州（本城）       | 64分     | [ 105 ] |
| 6月  | 金森健志              | 福岡   | 1st 16節 | 川崎（レベスタ）     | 9分      | [ 106 ] |  | 清武功暉   | 熊本  | 19節 | 讃岐（ベアスタ）     | 34分     | [ 107 ] |
| 7月  | ディエゴ オリヴェイラ | 柏     | 2nd 6節  | 磐田（ヤマハ）       | 71分     | [ 108 ] |  | 都倉賢     | 札幌  | 24節 | 松本（札幌ド）       | 15分     | [ 109 ] |
| 8月  | 長沢駿                | G大阪  | 2nd 10節 | 湘南（BMWス）        | 26分     | [ 110 ] |  | 松下裕樹   | 群馬  | 28節 | 讃岐（ピカスタ）     | 26分     | [ 111 ] |
| 9月  | 河野広貴              | FC東京 | 2nd 11節 | 湘南（味スタ）       | 75分     | [ 112 ] |  | 内田健太   | 愛媛  | 31節 | 熊本（ニンスタ）     | 2分      | [ 113 ] |
| 10月 | 鎌田大地              | 鳥栖   | 2nd 15節 | 柏（柏）             | 40分     | [ 114 ] |  | 白崎凌兵   | 清水  | 34節 | C大阪（ヤンマー）    | 90+4分   | [ 115 ] |
| 11月 | 上田康太              | 磐田   | 2nd 17節 | 仙台（ユアスタ）     | 4分      | [ 116 ] |  | 山村佑樹   | 水戸  | 40節 | 岡山（Cスタ）        | 54分     | [ 117 ] |

## 協賛団体
| 協賛カテゴリー種別                                  | 協賛団体名                                          | 契約開始年度 |
| --------------------------------------------------- | --------------------------------------------------- | ------------ |
| Jリーグタイトルパートナー                           | 明治安田生命保険                                    | 2015年       |
| Jリーグトップパートナー                             | キヤノン キヤノンマーケティングジャパン             | 1996年       |
| Jリーグトップパートナー                             | アイデム                                            | 2005年       |
| Jリーグトップパートナー                             | 明治安田生命保険                                    | 2014年       |
| Jリーグトップパートナー                             | ルートインジャパン                                  | 2015年       |
| Jリーグトップパートナー                             | コロプラ                                            | 2015年       |
| Jリーグトップパートナー                             | ECC                                                 | 2015年       |
| Jリーグトップパートナー                             | イオンリテール                                      | 2015年       |
| Jリーグトップパートナー                             | エレクトロニック・アーツ （EAスポーツ）             | 02016年▲     |
| Jリーグトップパートナー                             | タグ・ホイヤー                                      | 02016年▲     |
| Jリーグ90度広告システム スポンサー                  | 明治安田生命保険                                    | 2015年       |
| Jリーグ百年構想パートナー                           | 朝日新聞社                                          | 2003年       |
| リーグカップ戦スポンサー                            | ヤマザキビスケット                                  | 1992年       |
| スーパーカップスポンサー                            | 富士ゼロックス                                      | 1994年       |
| Jリーグオフィシャルエクイップメントパートナー       | モルテン                                            | 1993年       |
| Jリーグオフィシャルエクイップメントパートナー       | アディダス                                          | 2005年       |
| Jリーグオフィシャルブロードキャスティングパートナー | スカパーJSAT                                        | 2007年       |
| Jリーグスポーツ振興パートナー                       | スポーツ振興くじ （日本スポーツ振興センター<toto>） | 2001年       |
| Jリーグオフィシャルチケッティングパートナー         | ぴあ（チケットぴあ）                                | 2012年       |
| Jリーグサポーティングカンパニー                     | Yahoo! JAPAN                                        | 2015年       |
| Jリーグマーケティングパートナー                     | 電通                                                | 2014年       |

▲今期より協賛契約開始　

## Jリーグ百年構想クラブ
特記なしはいずれも日本フットボールリーグ（JFL）所属
前年度からの継続
- ヴァンラーレ八戸
- 栃木ウーヴァFC
- tonan前橋（関東サッカーリーグ1部）
- アスルクラロ沼津
- 奈良クラブ

2016年2月承認
- 東京武蔵野シティFC
- FC今治（四国サッカーリーグ）

## 2017年度クラブライセンス審査結果
2016年9月28日、Jリーグは2016シーズンのクラブライセンスのうち、J1・J2のライセンスについて、クラブライセンス交付第一審機関（FIB）による審査結果を発表した。J2ライセンス以上についてはJ1・J2の40クラブ、J3の6クラブ（栃木・富山・長野・鳥取・大分・鹿児島）の計46クラブから申請があり、鹿児島を除く45クラブにライセンスが交付された。鹿児島については、ホームスタジアムである鹿児島県立鴨池陸上競技場がJ2ライセンス基準を満たさないとの理由からライセンス制度発足後初めて「J1・J2ライセンス不交付」との判定となった。
一方、J3クラブライセンスについては、まず2016年9月20日に「J3入会を希望するクラブ」に対するJ3クラブライセンス申請の審査結果が公表され、申請のあった八戸・武蔵野・沼津・奈良の4クラブのうち、武蔵野を除く3クラブに対してJ3ライセンス交付の判定となったことを発表した。武蔵野については、本拠地の武蔵野陸上競技場がJ3クラブライセンス基準を満たさないとして不交付の判定となった。
2016年10月12日には、J3リーグに参戦中のクラブに対するライセンス申請の審査結果が公表され、J2以上のライセンスを取得した5クラブを除く8クラブのうち、前副社長による資金流用問題が発覚し「経営状況を中心に引き続き事実確認を行っている」との判断から継続審議扱いとなった盛岡を除く7クラブがライセンス交付の判定の結果となった。盛岡はその後11月16日に開催された理事会でライセンス交付が決定した（同時に盛岡への制裁も発表された）。なお、百年構想クラブのうち、JFLに所属する栃木ウーヴァFC、地域リーグに所属するtonan前橋とFC今治はJ3ライセンス申請を行っていない。
クラブ名の後ろに「」が付いたクラブは当該ライセンスを初めて交付されたクラブ。
- J1ライセンス（40クラブ） - 札幌、仙台、山形、鹿島、群馬、栃木、浦和、大宮、千葉、柏、FC東京、東京V、川崎、横浜FM、横浜FC、湘南、甲府、松本、新潟、富山、金沢、清水、磐田、名古屋、岐阜、京都、G大阪、C大阪、神戸、岡山、広島、山口、徳島、愛媛、福岡、北九州、鳥栖、長崎、熊本、大分
- J2ライセンス（5クラブ） - 水戸、町田、長野、鳥取、讃岐
- J3ライセンス（11クラブ） - 八戸、盛岡、秋田、福島、YS横浜、相模原、藤枝、沼津、奈良、鹿児島、琉球